# 吉姆·菲茨帕特里克
吉姆·菲茨帕特里克（Jim Fitzpatrick，1952年4月4日—）是一位英格蘭政治人物，他的黨籍是工黨。在1997年至2010年，他擔任波普拉和萊姆豪斯選區選出的英國下議院議員。他出生在蘇格蘭格拉斯哥。